# مارات مارینوسیان
مارات گورگنی مارینوسیان (ارمنی: Մարատ Գուրգենի Մարինոսյան؛ زاده ۷ نوامبر ۱۹۲۵ - درگذشته ۱۸ مهٔ ۱۹۹۱) کارگردان فیلم اهل ارمنستان بود. وی بین سال‌های - تا - میلادی فعالیت می‌کرد.

## زندگی‌نامه
وی در ۷ نوامبر ۱۹۲۵ در ایروان در به دنیا آمد و از آکادمی دولتی هنرهای زیبای ارمنستان فارغ‌التحصیل گشت. وی همسر هغینه هوهانیسیان بود.  وی همچنین برنده جوایزی همچون چهره هنری شایسته ارمنستان شوروی () و نشان ستاره سرخ شد. وی در ۱۸ مهٔ ۱۹۹۱ در سن ۶۵ سالگی در ایروان درگذشت.

## نگارخانه

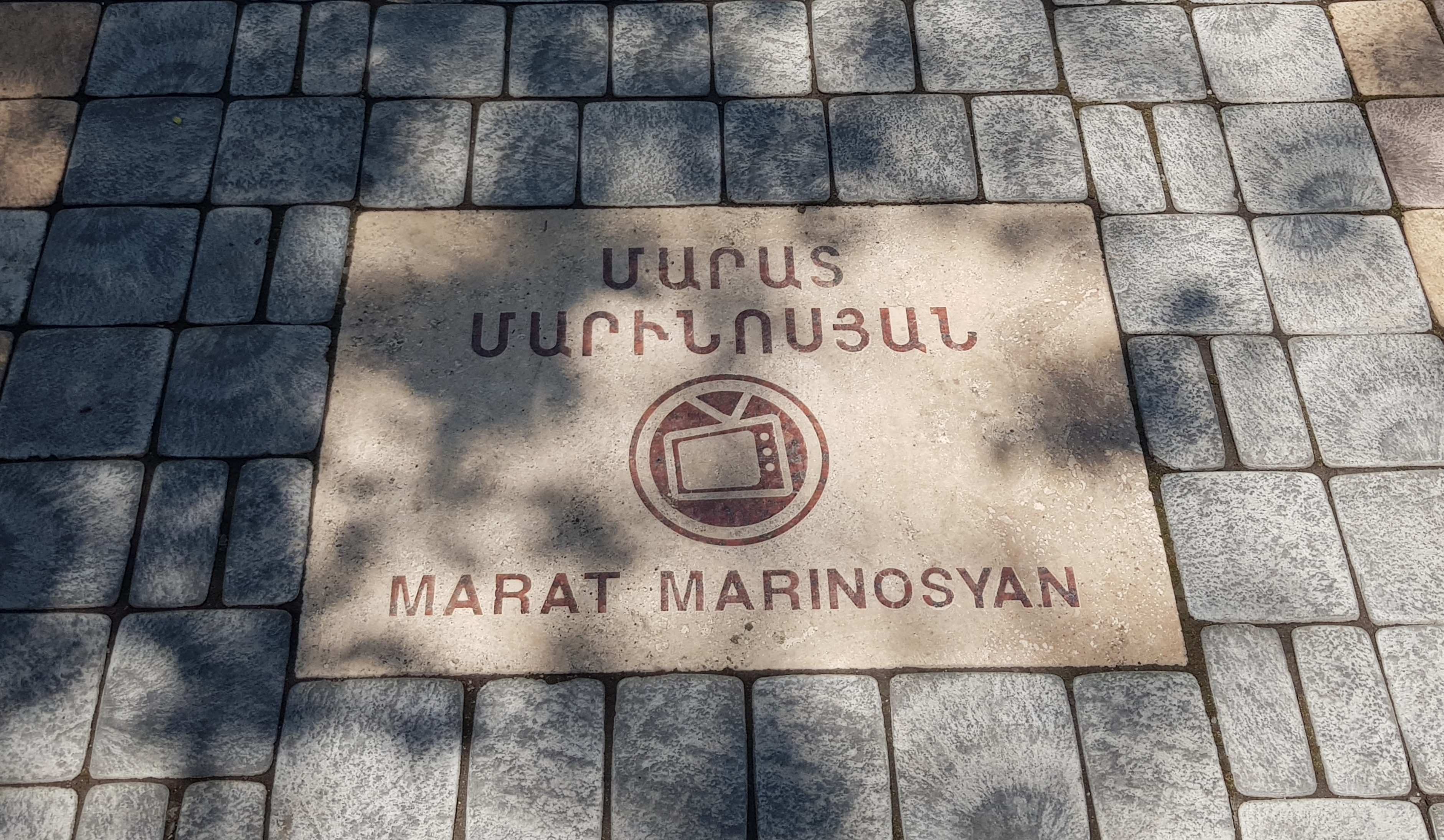